# Тойдеряки
Тойдеря́ки (чув. Тойтерек) — деревня в Чебоксарском районе Чувашии в составе Чиршкасинского сельского поселения.

## Общие сведения о деревне

### Климат
Климат умеренно континентальный с продолжительной холодной зимой и тёплым летом. Средняя температура января −12,9 °C, июля 18,3 °C, абсолютный минимум достигал −44 °C, абсолютный максимум 37 °C. За год в среднем выпадает до 552 мм осадков.

### Демография
Население чувашское — 92 человека (2006 г.), из них большинство женщины.

## Связь и средства массовой информации
- Связь: ОАО «Волгателеком»,Би Лайн,МТС,Мегафон. Развит интернет ADSL технологии.
- Газеты и журналы: Аликовская районная газета «Пурнăç çулĕпе»-«По жизненному пути»Языки публикаций: Чувашский, Русский.

- Телевидение:Население использует эфирное и спутниковое телевидение, за отсутствием кабельного телевидения. Эфирное телевидение позволяет принимать национальный канал на чувашском и русском языках.

## Уроженцы Тойтерек
- Иван Мучи — чувашский писатель, переводчик.